# Tisana
Tisana é uma bebida de  ervas medicinais. O termo chá de ervas é frequentemente utilizado para designar todas as tisanas feitas a partir de diferentes partes de plantas (não necessariamente ervas), como a casca, folhas, flores, etc. Não confundir com chá, visto que este designa única e exclusivamente a bebida preparada com folhas da planta Camellia sinensis, e não confundir com infusão que designa um processo de preparação de tisanas e chás.